# Kasteel Dellafaille
Het Kasteel Dellafaille is een kasteel in de tot de Vlaams-Brabantse gemeente Kampenhout behorende plaats Berg, gelegen aan de Haachtsesteenweg 9 en de Watermolenstraat 1-3.

## Geschiedenis
Het kasteel gaat terug op de heerlijkheid Lille, waarvan in 1306 Jan van Lille als heer wordt vermeld, waarvan de bezittingen in dat jaar overgaan op de familie van Schoonhoven om in 1483 aan het geslacht Hinckaert te komen. In 1672 kwam het aan het geslacht van Dongelberg, in 1702 aan Steelants en vervolgens aan Della Faille.
De donjon werd in de eerste helft van de 19e eeuw gesloopt. Van de oorspronkelijke gebouwen bleven bestaan: een koetshuis van 1766, een dienstenvleugel die later tot woningen werd verbouwd, een verbindingsmuur en een omheiningsmuur, een stal en de Watermolen van Lille.